# Shigeru Miyamoto

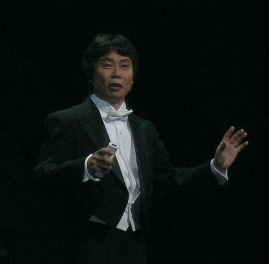
Shigeru Miyamoto demonstrând funcțiile oferite de Wii la expoziția E3.

Shigheru Miiamoto (宮本茂, Miyamoto Shigeru, n. 16 noiembrie, 1952) este un creator de jocuri video japonez. Este responsabil pentru crearea seriilor de jocuri video Mario, Donkey Kong, The Legend of Zelda, Star Fox, F-Zero, Wave Race și Pikmin pentru consolele de jocuri de la Nintendo.
Miyamoto a fost născut în Kyoto, Japonia, iar în 1980 a fost angajat la Nintendo, de către Hiroshi Yamauchi. Primul joc pe care l-a făcut a fost Donkey Kong de pe arcade, joc ce s-a bucurat de un succes deosebit. Jocul a marcat de asemenea și prima apariție a personajului Mario (purtând numele de Jumpman în Donkey Kong), care a ajuns să fie mascota companiei. Acesta a fost doar primul dintre jocurile de succes pe care Miyamoto le-a creat, devenind astfel poate cel mai cunoscut creator de jocuri video.

## Carieră

### Viața timpurie
Miyamoto s-a născut pe 16 noiembrie 1952 în orașul japonez Sonobe, prefectura Kyoto, într-o familie „modestă”, tatăl lui predându-i engleza.
De mic, Miyamoto a explorat zonele naturale din jurul casei sale.  Expedițiile sale în zona rurală din Kyoto i-au inspirat jocurile, în special seria The Legend of Zelda.
Miyamoto a absolvit Colegiul Municipal de Arte Industriale din Kanazawa cu o diplomă în design industrial.  Avea o dragoste pentru manga și spera inițial să devină un artist manga profesionist înainte de a lua în considerare o carieră în jocuri video. A fost inspirat să intre în industria jocurilor video de Space Invaders.